# Ambros Martín
Ambrosio José Martín Cedres (1968. április 30. –) korábbi spanyol válogatott kézilabdázó, szélső, majd vezetőedző és szövetségi kapitány is. 2012 és 2018 között a Győri Audi ETO KC csapatátát irányította, majd 3 évvel később, 2021-től 2023-ig ismét a magyar csapat élére nevezték ki. 2016-ban (ideiglenesen) Magyarország, majd 2016 és 2019 között Románia, 2019 és 2020 decembere között pedig Oroszország szövetségi kapitánya volt. A Győr csapatát hétszer juttatta  be a Bajnokok Ligája Final Fourjába és ebből a döntőben négyszer nyert a csapattal. 2023-tól a spanyol női kézilabda-válogatott szövetségi kapitánya, 2024-től 2025-ig a szlovén élcsapat RK Krim Ljubljana vezetőedzője.

## Pályafutása
Ambros Martín edzői pályafutását a spanyol SD Itxako csapatánál kezdte, amely a hazai és az európai porondon is meghatározó csapat lett a vezetésével. Négyszer nyertek spanyol bajnokságot, 2009-ben EHF-kupát nyertek, a 2010–2011-es Bajnokok Ligája sorozatban egészen a döntőig meneteltek, ott azonban a Larvik HK jobbnak bizonyult.
2012 nyarán, a Karl Erik Bøhn betegsége miatt megüresedett vezetőedzői székbe őt nevezte ki a Győri Audi ETO KC.
Ő lett a Rába-parti együttes legsikeresebb vezetőedzője, amellett, hogy kinevezése után a 2015-ös bajnoki címet és a 2017-es magyar kupát leszámítva minden hazai trófeát begyűjtött csapatával, 2013-ban, 2014-ben és 2017-ben is BL-győzelemre vezette az ETO-t.
2016-ban pár mérkőzés erejéig Elek Gáborral a magyar női kézilabda-válogatott ideiglenes szövetségi kapitánya volt.
2016. október 4-én a román női kézilabda-válogatott szövetségi kapitányává nevezték ki.
2018. február 16-án bejelentette, hogy a szezon végén távozik a győri csapattól. Ezután több európai élcsapattal is szóba hozták, végül az orosz Rosztov-Don ajánlatát fogadta el, akikkel kétéves szerződést írt alá.
2018. május 13-án, a 2017–2018-as Bajnokok Ligája-szezon négyes döntőjében megvédte csapatával az előző évben szerzett elsőségüket, ezzel a Győr negyedik Bajnokok Ligája-győzelmét szerezve.
A román válogatott éléről 2019 májusában távozott, a 2018-as Európa-bajnokságon 4. lett a csapattal. A Rosztovval a 2018–2019-es Bajnokok Ligája-sorozatban a döntőbe jutott, ahol azonban vereséget szenvedett volt csapatától, az ötödik BL-sikerét szerző Győri Audi ETO-tól.
2019 augusztusában őt nevezték ki az orosz válogatott élére a távozó Jevgenyij Trefilov utódául. A decemberi világbajnokságon bronzérmet szerzett a csapattal.
2020. július 31-én lemondott a Rosztov-Donnál betöltött posztjáról. A 2020-as Európa-bajnokságon az oroszok a középdöntős csoportjukban az utolsó mérkőzésen vereséget szenvedtek a házigazda dánok ellen, így nem jutottak be a legjobb négy közé. Az orosz szövetség a találkozót követően felmentette Martínt a posztjáról.
2021 februárjában bejelentették, hogy a 2021-2022-es idénytől újra a Győri Audi ETO vezetőedzője lesz, de Danyi Gábor menesztését követően már az év májusában átvette a csapat irányítását, a győriek vele nyerték meg a 2020-2021-es Magyar Kupát.

## Sikerei, díjai

### Játékosként
Cadagua Gáldar
- EHF Challenge Cup: 
  - Döntős: 1995

Portland San Antonio
- EHF-bajnokok ligája:
  - Győztes: 2000–01
  - Döntős: 2002–03
- EHF-szuperkupa:
  - Győztes: 2000
  - Döntős: 2001
- EHF-kupagyőztesek Európa-kupája:
  - Győztes: 2000

### Klubcsapatok
SD Itxako
- Liga ABF– nők:
  -  Arany: 2009, 2010, 2011, 2012
- Bajnokok ligája – nők:
  -  Ezüst: 2011
- EHF-szuperkupa – nők:
  -  Arany: 2009
  -  Ezüst: 2008

Győri Audi ETO KC
- NB I – nők:
  -  Arany: 2013, 2014, 2016, 2017,2018
  -  Ezüst: 2015
- Magyar Kupa – nők:
  -  Arany: 2013, 2014, 2015, 2016, 2018, 2021
  -  Ezüst: 2017
- Bajnokok ligája – nők:
  -  Arany: 2013, 2014, 2017, 2018
  -  Ezüst: 2016, 2022
  -  Bronz: 2021

Rosztov-Don
- Szuperliga – nők:
  -  Arany: 2019
- Orosz Kupa – nők:
  -  Arany: 2019
- Bajnokok ligája – nők:
  -  Ezüst: 2019

Orosz válogatott
- - Világbajnokság
  -  Bronz: 2019

Egyéni elismerés
- Bajnokok Ligája, a szezon legjobb edzője: 2014–15, 2015–16, 2016–17, 2017–18